# Duel aérien
Pour les articles homonymes, voir Dogfight.
Duel aérien (titre original : Dogfight) est une nouvelle de science-fiction de William Gibson et Michael Swanwick, parue dans le recueil Gravé sur chrome publié aux États-Unis en 1986 et en France en 1987, dans une traduction de Jean Bonnefoy.

## Résumé
Deke, voyageur paumé qui ne sait où aller, se prend d'une passion soudaine pour SPAD & FOKKER, simulation de duels aériens avec des avions en hologrammes.
Investissant tout son temps et son énergie afin de s'améliorer, il finit par attirer l'attention des maîtres du genre.
Il rencontre Nance, jeune étudiante en licence d'ingénierie victime d'un blocage mental de chasteté imposé par ses parents. Elle lui permettra d'améliorer son simulateur et lui fournira une drogue militaire qui lui ferra gagner le duel contre Minus, le champion du coin.